# Kölcsey család
A (kölcsei) Kölcsey család Szatmár vármegye egyik ősi családja, mely a  Szente-Mágócs nemzetségből, és a Kende családdal egy törzsből ered.
A család őse az 1181 előtt élt Kölcse ispán (comes) volt. Ő építette fel a Szamos folyó mellett a Czégényi monostort is, melynek alapítója, s hosszú ideig kegyura is volt.

## Története
1428-ban élt Kölcsey György, akit a Kölcsey család alapítójának tekinthetünk. Tőle a család leszármazása szakadatlanul levezethető.
1642-ben Kölcsey Péter és Kölcsey Zsigmond Kölcsén, Csekében, Csécsen, Nagy-Szekeresen és Fülesden fekvő birtokrészükre új, megerősítő királyi adományt nyertek.

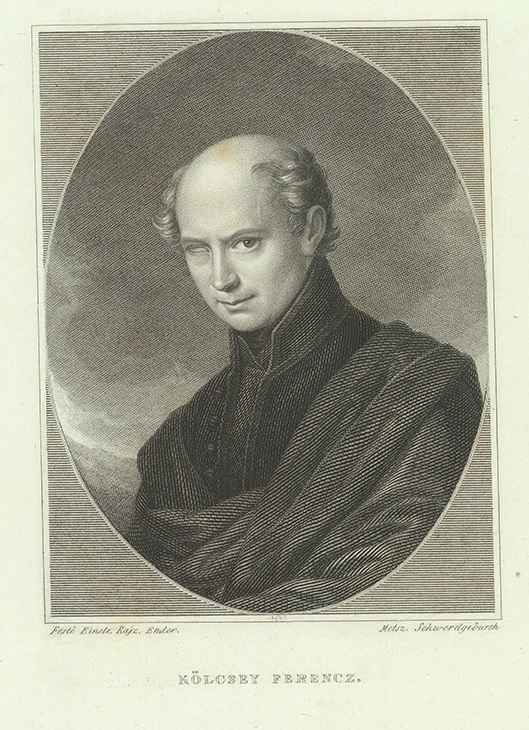
A család legnevezetesebb tagja volt Kölcsey Ferenc, a Himnusz költője

A család több tagja viselt megyei hivatalt;
1654-1656-ban Kölcsey Gáspár, Kölcsey Imre 1695-1703-ban, Kölcsey Ferenc több ízben is: 1709-ben 1710-ben és 1711-1716 között, 1718-ban pedig főszolgabíró, István 1754-ben alszolgabíró, 1790 és 1796 között főszolgabíró volt.
1800-as évek elején Kölcsén voltak közbirtokosok Kölcsey Lajos és György leszármazottai.
1800-as évek elején élt még Kölcsey Péter, és Kölcsey Bálintné is, akinek birtokai voltak Géres, Cseke, Istvándi, Fülesd, és Mikola helységekben, Kölcsey Gáspár és László ugyanekkor Milotán volt birtokos.
1800-as évek elején még Ugocsa megyében volt birtoka Gödényházán Kölcsey Ferenc, Kölcsey István és Kölcsey Pál özvegye.
A család legnevezetesebb tagja volt Kölcsey Ferenc, a Himnusz költője, országgyűlési követ, született a 
Közép-Szolnok megyei Sződemeteren,  1790. augusztus 8-án, meghalt: 1838. augusztus 27-én Csekén.
Az 1800-as évek végén élt még a családból Sándor, királyi ítélőtáblai bíró, Ferenc szatmári orvos, Zoltán tunyogi birtokos, János törvényszéki bíró, Béla az Ecsedi-láp lecsapoló társulatnál tisztviselő,
Zsigmond bilkei református lelkész, Zsigmond tisztviselő az Orsz.Stat.Hiv.-nál, Dezső, aki pénzügyi fogalmazó volt.
Kölcsey István 1935-től országgyűlési képviselő volt a Nemzeti Egység Pártja színeiben.